# Vychegodski
Vychegodski (del ruso: Вычегодский) es un asentamiento de tipo urbano del óblast de Arcángel, unos 10 km río Víchegda arriba y al este de Kotlas, a cuyo raión pertenece. Coge el nombre del río, al que le une un brazo del mismo. En 2008 contaba con 13.369 habitantes.

## Infraestructura
Vychegodski fue construida en 1942 en la unión del Ferrocarril del Pechora (Kónosha - Kotlas - Vorkutá) -desde la estación de Kotlas Severny, "Kotlas Norte", originalmente punto final de la línea construida en 1899 de Perm a Kírov (en ese momento Viatka), con un ramal que bordea la ciudad de Kotlas por el sur. Por este ferrocarril le separan 388 km de Kónosha y 1094 km de Moscú. La estación fue construida originalmente para dar acceso al ferrocarril a Solvychegodsk, unos diez kilómetros al norte, en la orilla septentrional del río, que es la ciudad más antigua de la región.
En la localidad hay tres institutos de secundaria y una escuela técnica.